# 伊凡·米哈伊洛维奇·沃罗滕斯基
伊凡·米哈伊洛维奇·沃罗滕斯基（俄语：Воротынский, Иван Михайлович，?—1627年）是俄羅斯沙皇國一位波雅尔、总督和沃伊沃德，米哈伊尔·伊万诺维奇之子，七波雅爾成员之一。